# Ohrazení
Ohrazení (do roku 1950 České Ohrazení) je vesnice, část městyse Ledenice v okrese České Budějovice v Jihočeském kraji. Nachází se asi tři kilometry severozápadně od Ledenic. Třebaže je zařazováno pod Ledenice, má Ohrazení přiděleno poštovní směrovací číslo podle Českých Budějovic. Ohrazení je také název katastrálního území o rozloze 2,42 km².

## Název
- od středověku – České Ohrazení
- České Ohražení
- Česká Ohrazena (německy Böhmisch Baumgarten)
- České Ohrazení
- od roku 1950 – Ohrazení[5]

## Historie
První písemná zmínka o vesnici pochází z roku 1374. Názvu Česká se ji dostalo v pozdější době nejspíše proto, že zde prvně usazený zeman a první sedláci byli Češi. Název prošel několika změnami než se ustálil vyhláškou ministerstva vnitra z 8. srpna 1950 na konečném názvu Ohrazení. Název vesnice vznikl překladem německých toponym Böhmisch Baumgarten a Deutsch Baumgarten (sad nebo lesní školka). Vznik vesnice je datován do 14. století, kdy Ledenice spolu s Ohrazením patřily pod panství pánů z Landštejna. Ke konci 18. století tvořilo vesnici šestnáct domů s popisnými čísly, z nichž čtyři usedlosti náležely ke třeboňskému panství a zbytek byl součástí budějovického městského velkostatku. Elektřina byla do vesnice zavedena v roce 1926.

## Přírodní poměry
Severovýchodně od vesnice leží přírodní památka Ohrazení, podmáčená louka v okolí potoka, se společenstvy vzácných druhů rostlin a živočichů.

## Obyvatelstvo
Podle prvního sčítání obyvatelstva v Ohrazení v roce 1869 zde žilo 172 obyvatel v 26 domech. Údaje z posledního sčítání z roku 2021 ukazují, že zde žilo 139 obyvatel v padesáti domech. Podle níže uvedené časové řady bylo nejvíce obyvatel v roce 1890, a to 199. Nejméně obyvatel bylo při sčítání v roce 1991, a to 86 osob.
Počet domů se za sledované období téměř zdvojnásobil – v roce 1869 statistika uvádí 26 domů a v roce 2011 (též v roce 2021) padesát domů.
| Rok            | 1869 | 1880 | 1890 | 1900 | 1910 | 1921 | 1930 | 1950 | 1961 | 1970 | 1980 | 1991 | 2001 | 2011 | 2021 |
| -------------- | ---- | ---- | ---- | ---- | ---- | ---- | ---- | ---- | ---- | ---- | ---- | ---- | ---- | ---- | ---- |
| Počet obyvatel | 172  | 177  | 199  | 175  | 185  | 188  | 183  | 141  | 139  | 120  | 100  | 86   | 92   | 125  | 139  |
| Počet domů     | 26   | 33   | 36   | 36   | 36   | 35   | 37   | 38   | 38   | 31   | 33   | 44   | 44   | 50   | 58   |

## Obecní správa
Při sčítání lidu v letech 1850–1920 Ohrazení bylo osadou obce Srubec v okrese Budějovice. V letech 1920–1943 bylo samostatnou obcí v okrese České Budějovice. V letech 1943–1945 bylo osadou obce Zborov, ale v letech 1945–1960 bylo uváděno znovu jako obec, se kterým patřilo nejprve do okresu České Budějovice, ale v roce 1950 v okrese České Budějovice-okolí a od roku 1960 opět v okrese České Budějovice. Od 12. června 1960 do 31. prosince 1975 bylo znovu částí obce Zborov v okrese České Budějovice. Od 1. ledna 1976 je částí městyse Ledenice v okrese České Budějovice.

## Společnost
V Ohrazení aktivně působí sbor dobrovolných hasičů.

## Pamětihodnosti
Uprostřed vsi stojí malá kaple, kterou vybudoval rolník Martin Dudák z čísla popisného 4 vlastním nákladem za svého života během 18. století. Kaple, původně zasvěcená svatému Martinovi, je nyní zasvěcena svatému Petru a Pavlovi a patří k ledenické farnosti. Mezi památky lidové architektury patří např. domy čp. 1, 2, 5, 8, 24, 25 nebo částečně přestavěná čp. 11, 12, 15, 20, 22 a 36.
Nedaleko vsi se nachází lokalita nazvaná U Císaře, kde se v 16. století těžil kámen na stavbu domů v Českých Budějovicích, včetně Černé věže. Kvádry z tohoto kvádrového lomu zde byly hrubě zpracovány, povozy byly dovezeny na místo stavby, kde je poté kameníci opracovávali na čisto.

## Galerie

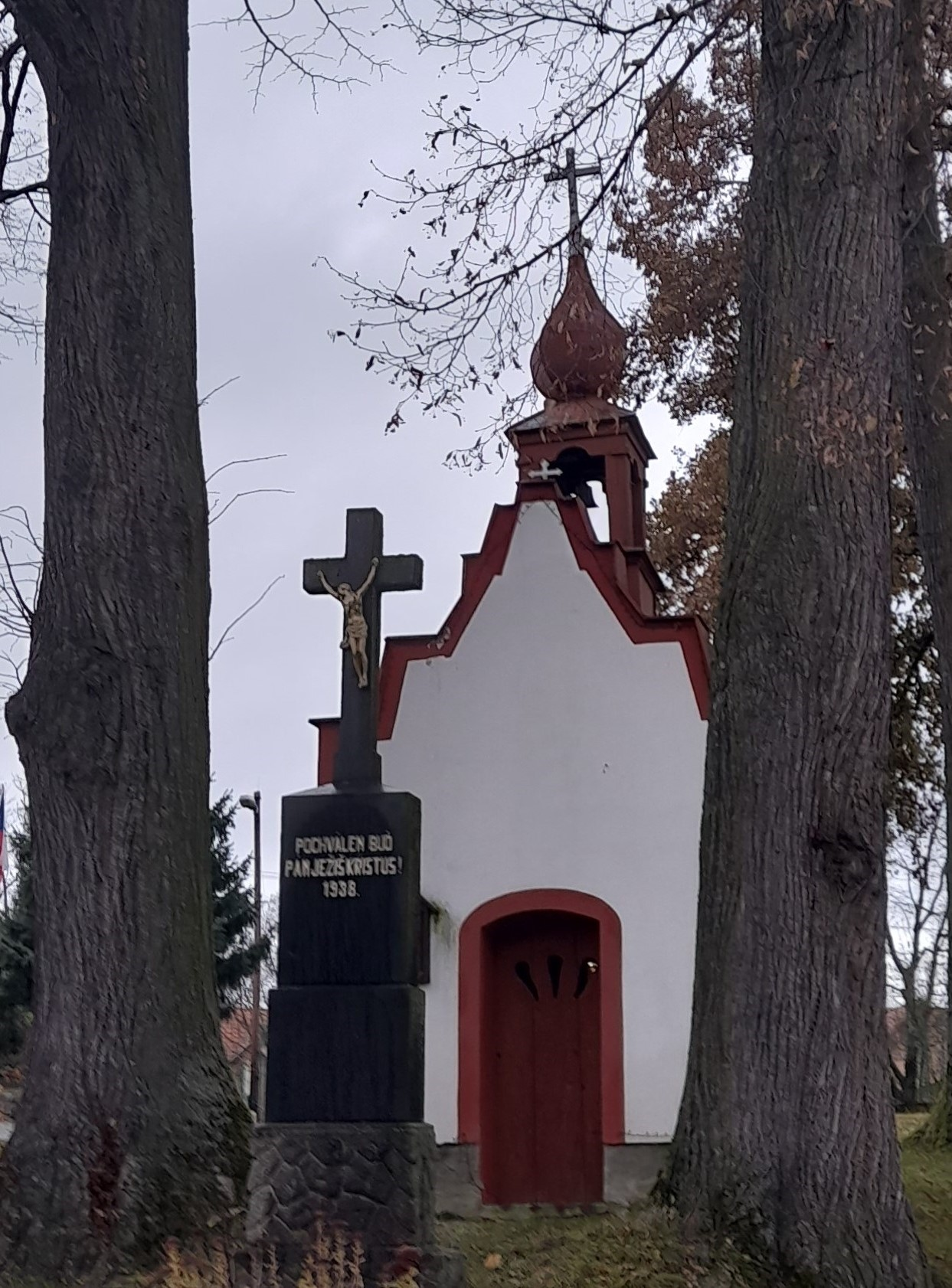
Kaple svatého Petra a Pavla s křížem
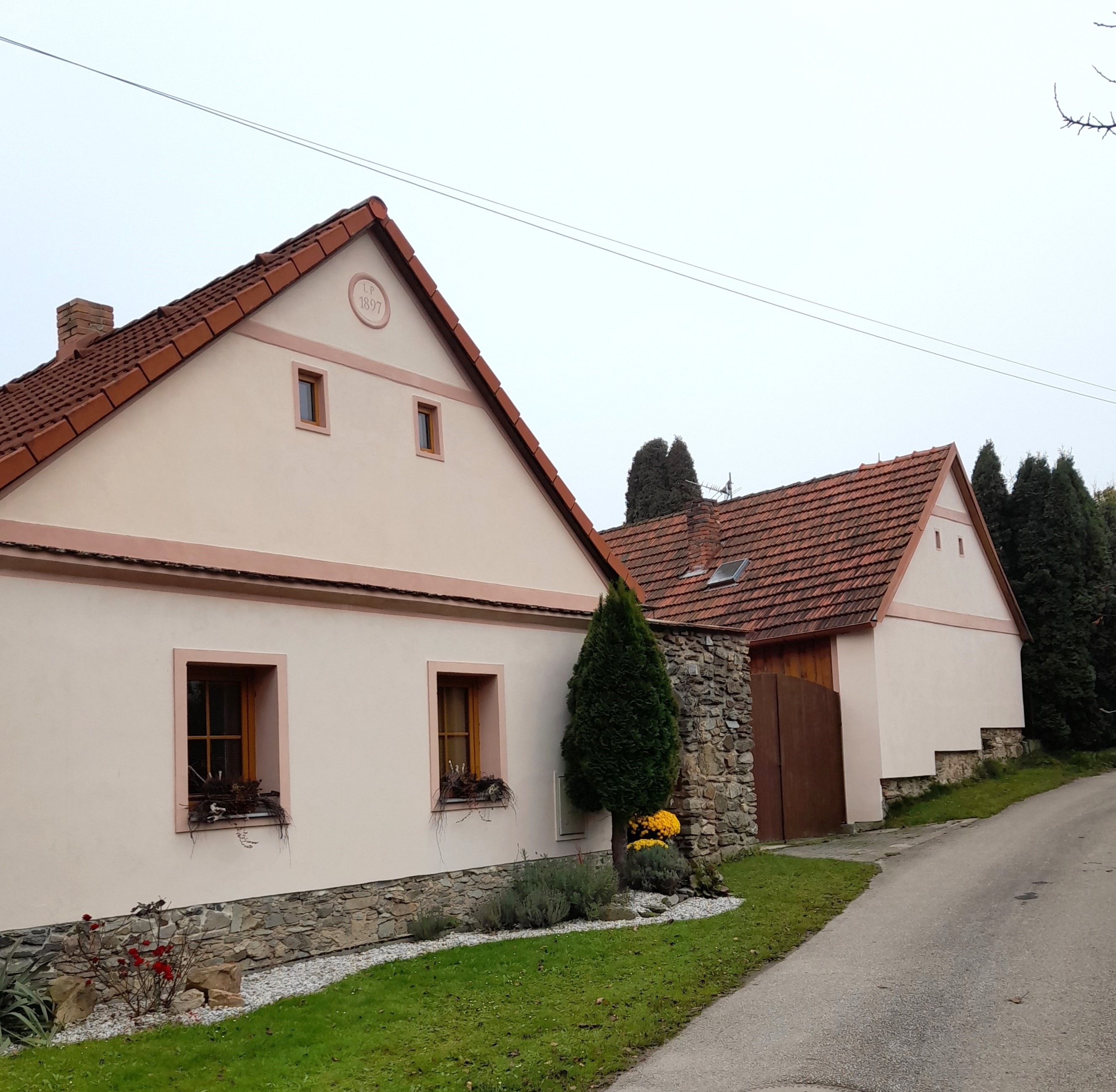
Dům čp. 2
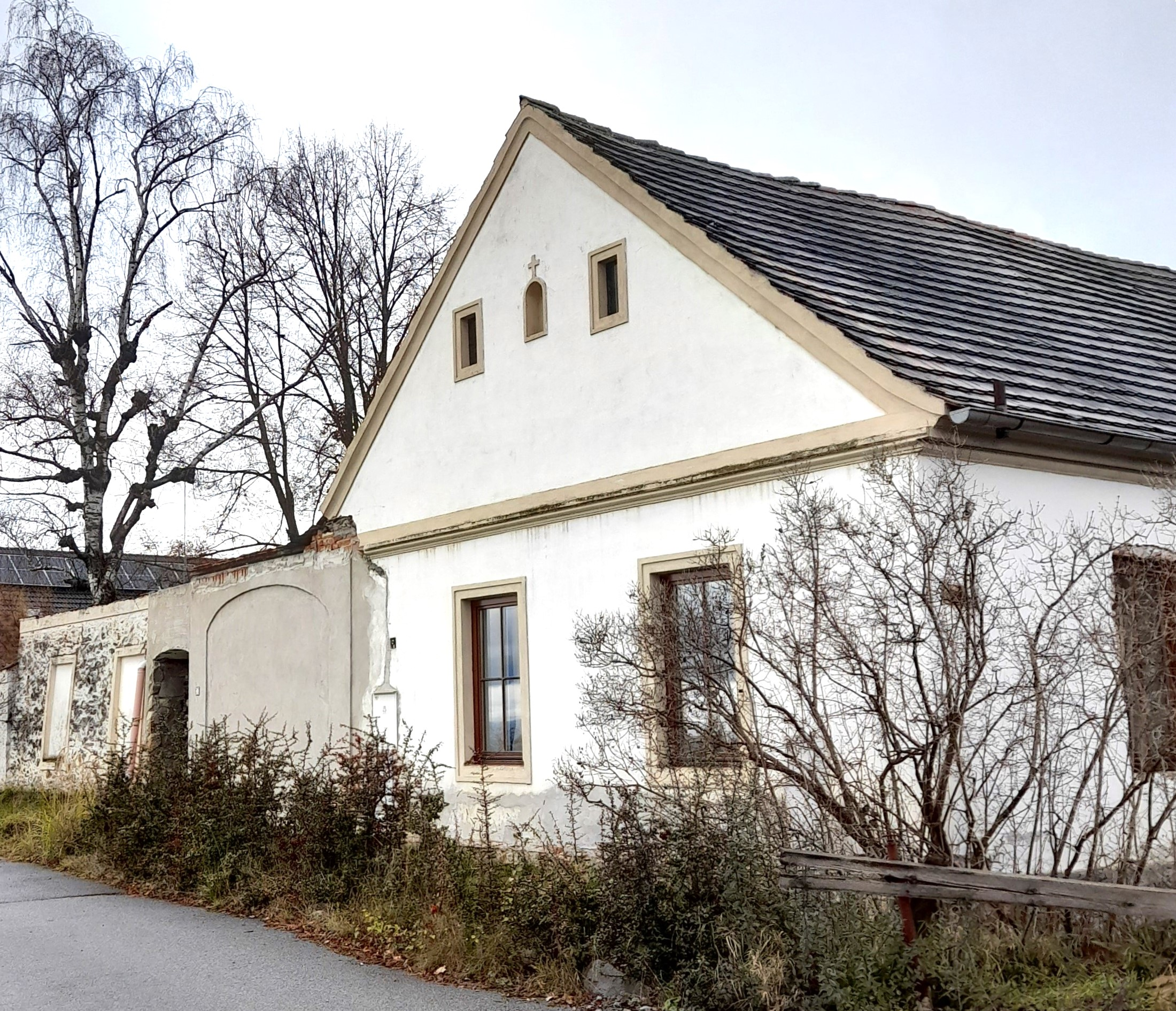
Dům  čp. 5
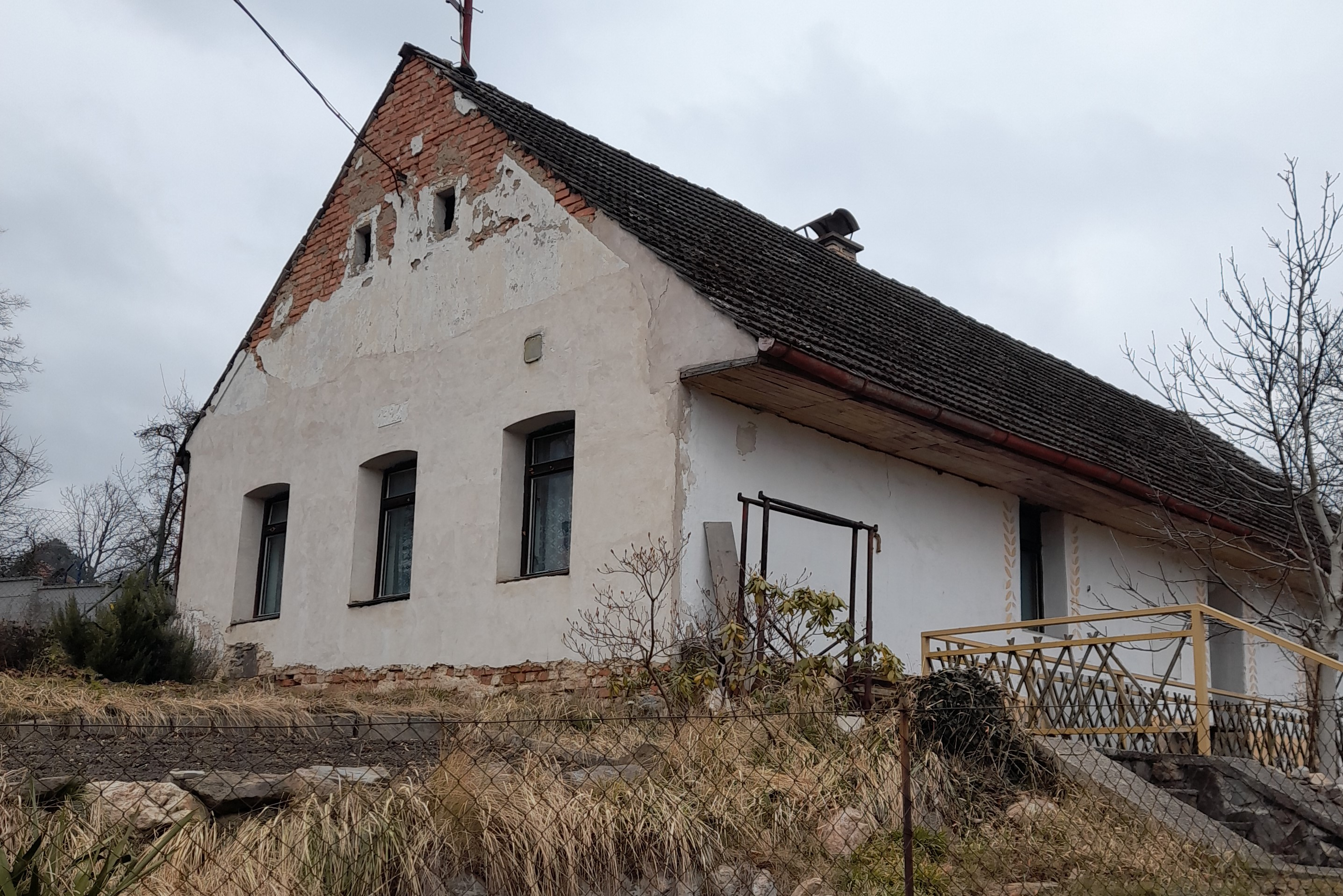
Dům čp. 24
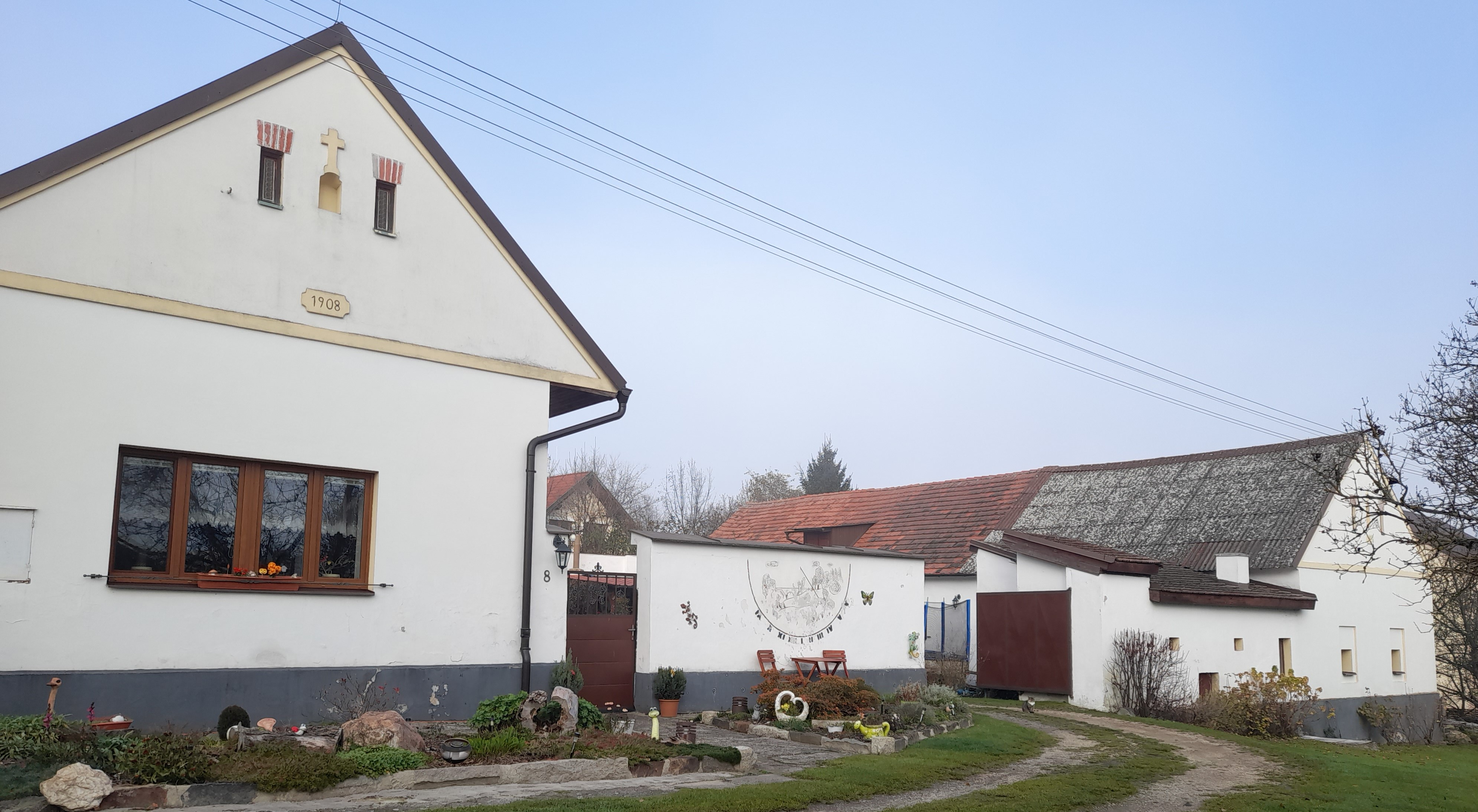
Dům čp. 8
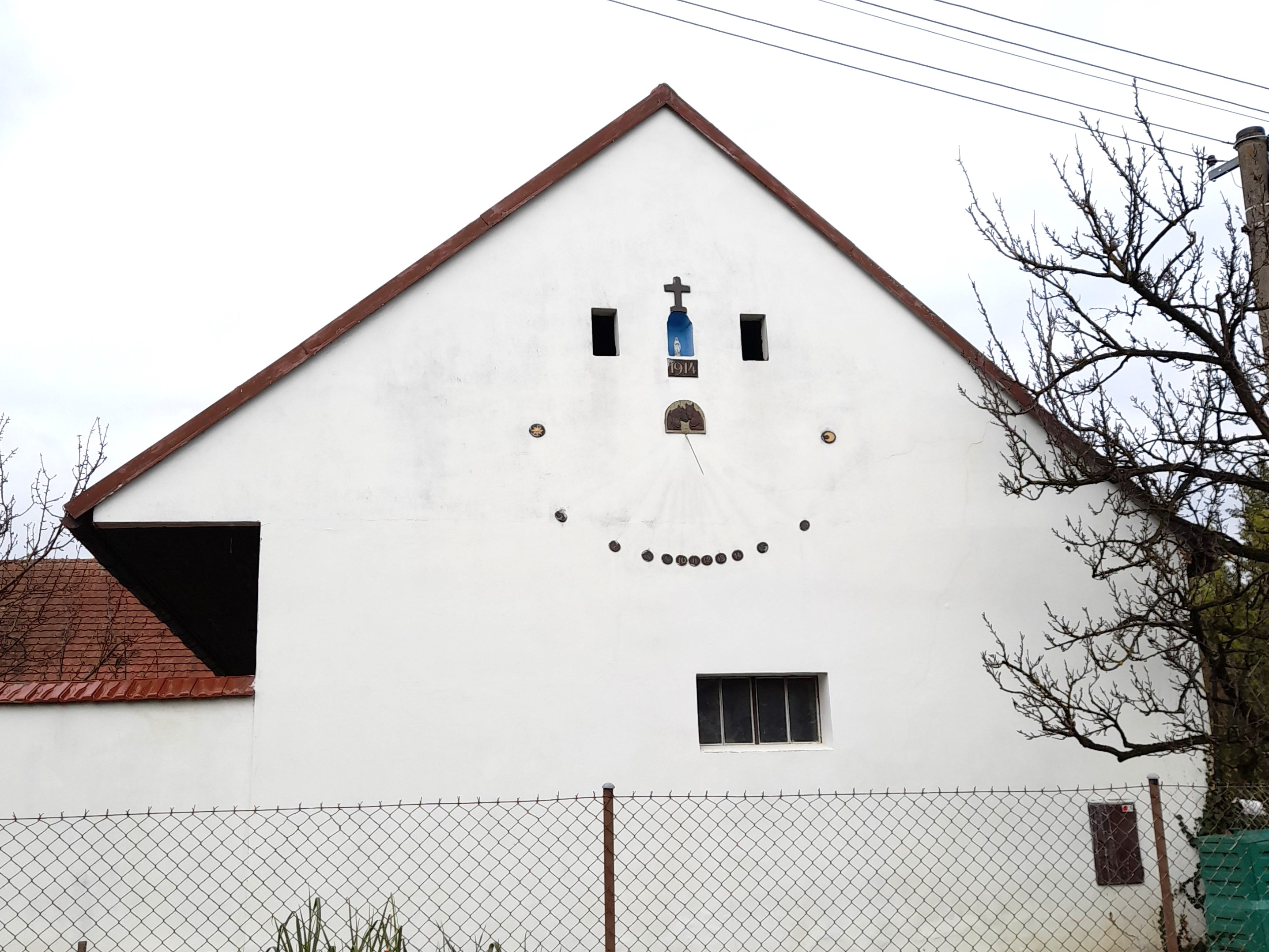
Dům čp. 22
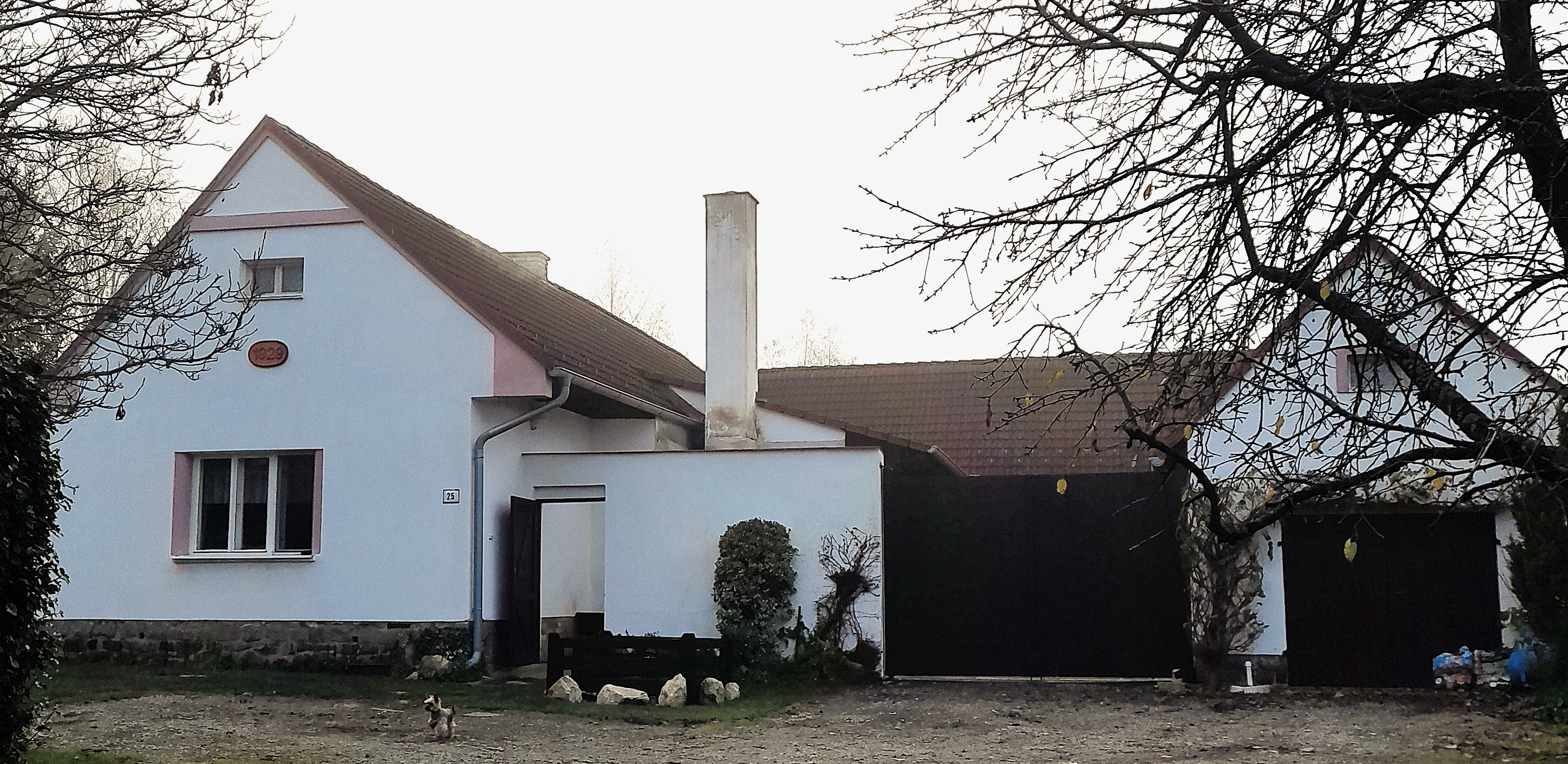
Dům čp. 25
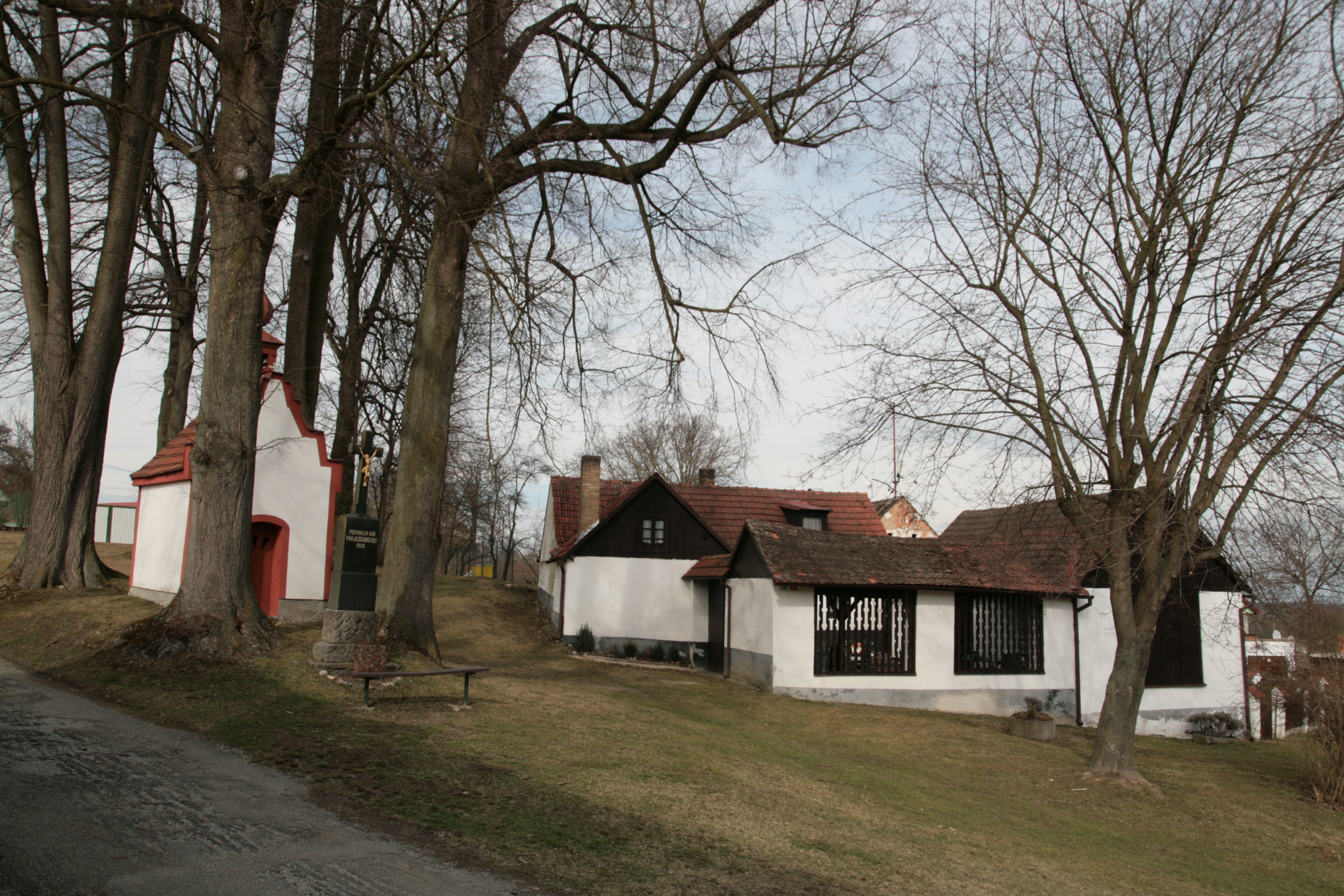
Náves s kaplí
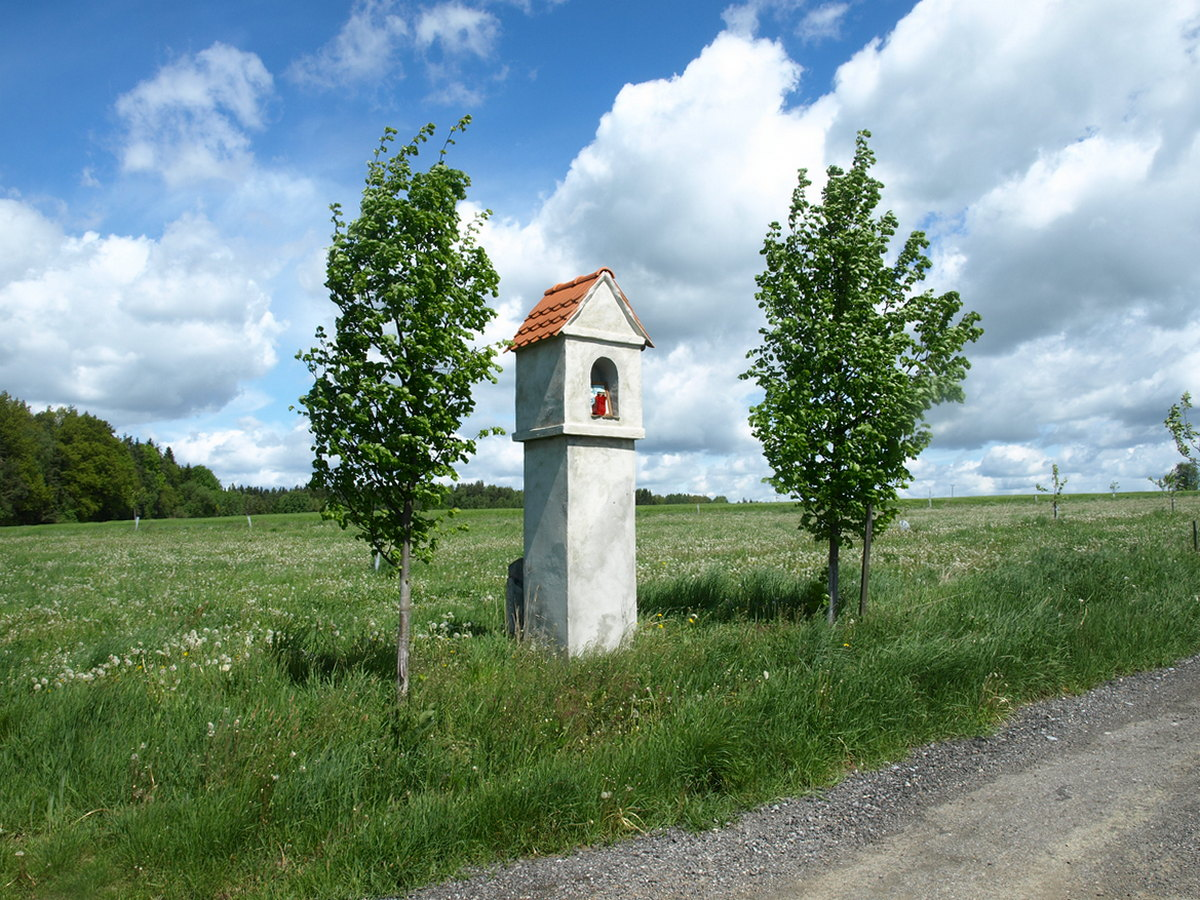
Boží muka
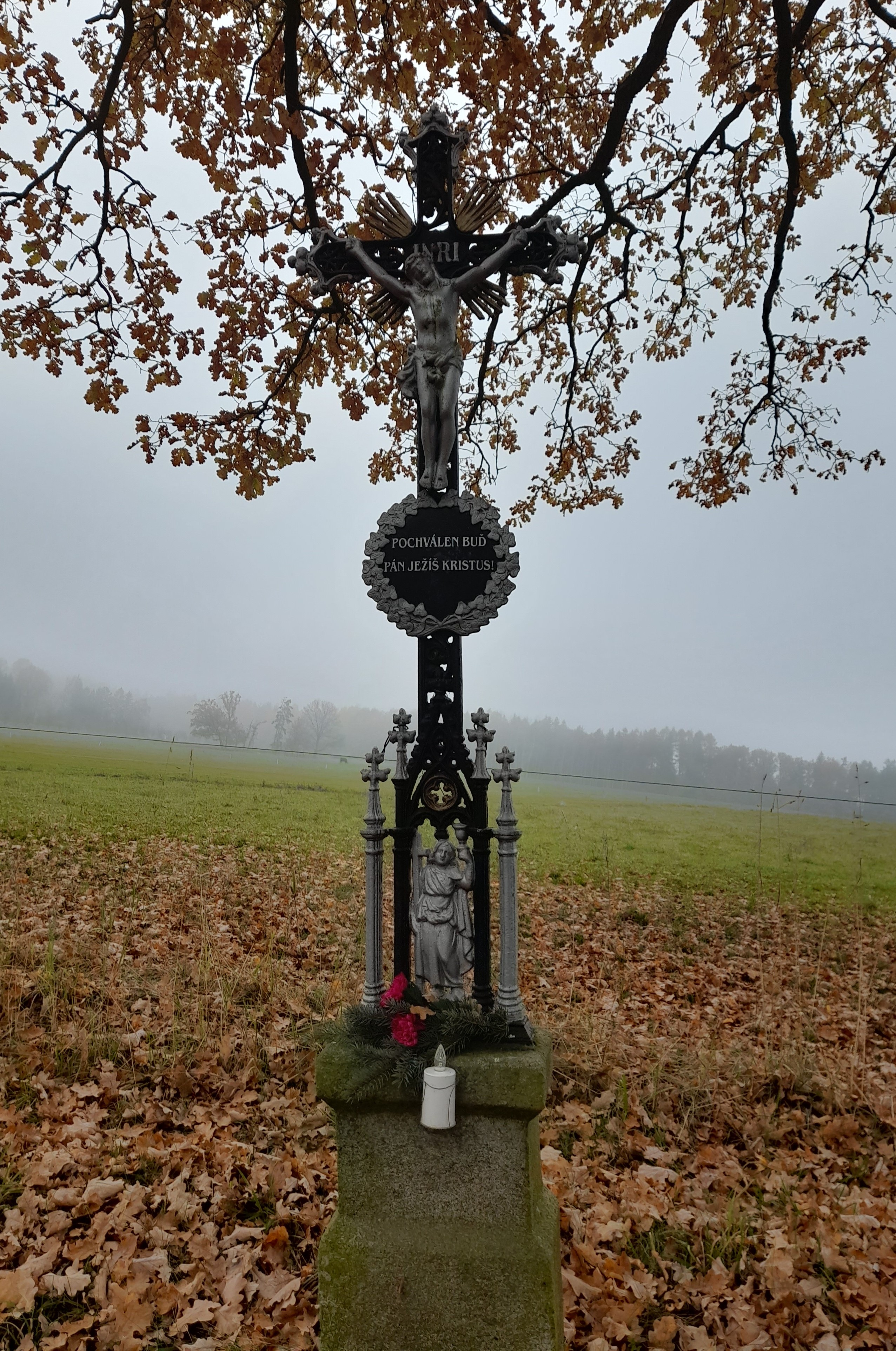
Křížek při cestě na Zaliny